# Cannabis en Francia

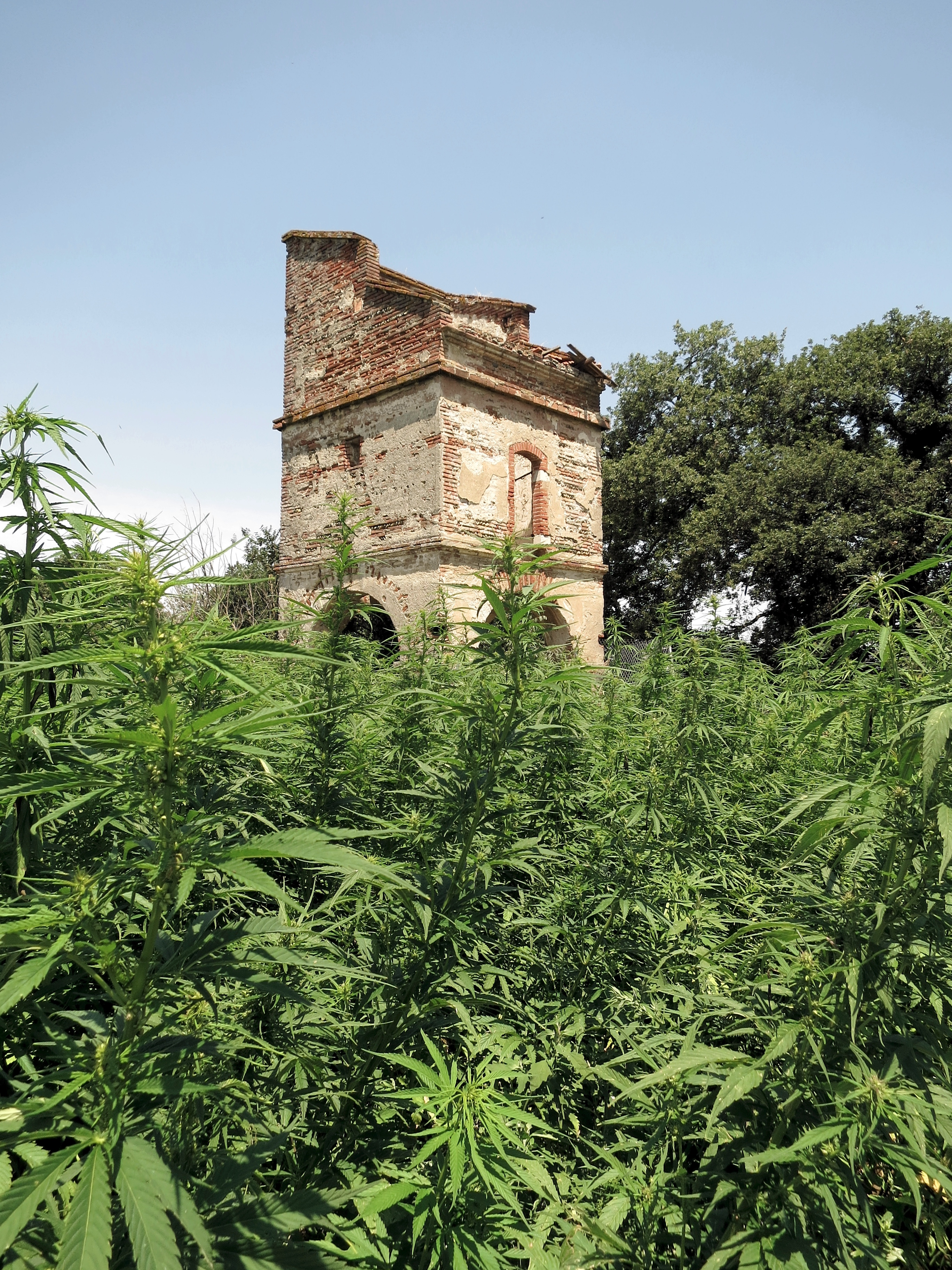
Cultivo de cáñamo cerca de Toulouse.

El cannabis en Francia es ilegal para uso personal, aunque ha sido y sigue siendo una de las drogas ilegales más populares. Ciertos derivados del cannabis están permitidos para usos medicinales concretos.

## Historia

### Egipto francés
Durante la invasión de Egipto por Napoleón Bonaparte en 1798, las tropas francesas optaron por probar el hachís, ante la falta de alcohol, ya que Egipto es un país islámico y el islam prohíbe el consumo etílico. El hachís, la resina de cannabis originaria de los países árabes, ganó rápidamente popularidad entre el pelotón por lo que, en octubre de 1800, se prohibió fumarlo o mezclarlo en la bebida, aunque al final los soldados ignoraron la orden fácilmente. Más tarde, se prohibieron las bebidas que contenían hachís en los cafés egipcios, y éstos fueron «abordados» y clausurados, y sus propietarios, encarcelados. Durante un tiempo, el hachís importado de otros países se destruyó sistemáticamente mediante la quema masiva. Al finalizar la ocupación en 1801, las tropas francesas trajeron consigo suministros de hachís, dando inicio a la cultura cannábica en Francia.

### Francia metropolitana
A mediados de 1800, después de viajar y estudiar en Asia, el psiquiatra francés Jacques-Joseph Moreau estudió el hachís extensamente y produjo el trabajo de 1845 Du Hachisch et de l'aliénation mentale.
En el siglo XIX, el hachís se adoptó en algunos círculos literarios europeos. El más famoso, el Club des Hashischins fue un club parisino dedicado al consumo de hachís y otras drogas; Entre sus miembros estaban escritores como Théophile Gautier, Moreau de Tours, Victor Hugo, Alexandre Dumas, Charles Baudelaire y Honoré de Balzac. Baudelaire más tarde escribió el libro de 1860 Les paradis artificiels sobre el estado de estar bajo la influencia del opio y el hachís.

## Legalidad

Legalidad del cannabis en Europa
Legal para uso recreativo
Legal para uso medicinal
Ilegal

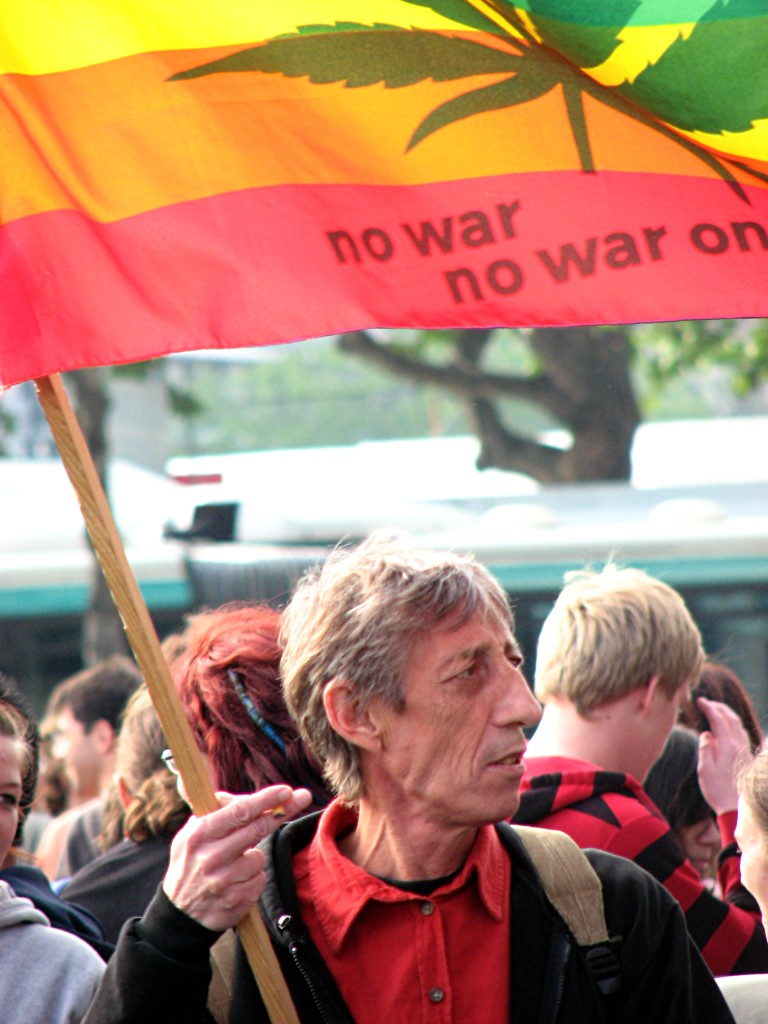
Jean-Pierre Galland, activista francés procannabis

En Francia, la posesión y el uso de cannabis están sujetos al derecho penal y al Loi du 31 décembre 1970, en relación con las medidas sanitarias contra el abuso de drogas y la represión del tráfico de drogas.

### Médico cannabis
Francia es signataria de la Convención Internacional del Opio (1912) y de la Convención de Ginebra sobre drogas (1925), en consecuencia, prohibió el cannabis como tratamiento médico en 1953. Desde entonces, la importación, venta, transporte y producción de cannabis y cannabinoides ha sido ilegal en Francia. Sin embargo, en 1999, la Agencia Francesa para la Seguridad de los Productos Sanitarios (AFSSPS) autorizó la emisión de ATU (autorizaciones de uso temporal) para productos sanitarios que de otro modo no estarían permitidos en el mercado francés. Sin embargo, en 1991 un tribunal rechazó las demandas de la ONG Mouvement pour la Légalisation Contrôlée con respecto a la importación de cannabis para abastecer a 10 pacientes que padecen enfermedades terminales, argumentando que eso era incompatible con la adhesión de Francia a la Convención Única sobre Estupefacientes de 1961 y al MLC incapacidad para controlar y administrar científicamente el cannabis medicinal.
A partir del 8 de junio de 2013, los derivados del cannabis pueden utilizarse en Francia para la fabricación de medicamentos. Los productos solo se pueden obtener con receta médica y solo se recetarán cuando todos los demás medicamentos no hayan logrado aliviar el sufrimiento de manera efectiva. La legislación enmendada despenaliza «la producción, transporte, exportación, posesión, oferta, adquisición o uso de productos farmacéuticos especializados que contienen una de estas sustancias (derivados del cannabis)», mientras que todos los productos de cannabis deben ser aprobados por la Agencia Nacional para la Seguridad de Medicamentos y Productos Sanitarios (ANSM). Un portavoz del Sindicato de Farmacéuticos (UNAPL) explicó a los medios que el cambio facilitará la investigación de los cannabinoides.
En septiembre de 2018, la ANSM comenzó una experimentación sobre el cannabis medicinal. Crearon un comité científico para evaluar una nueva política pública y una red de distribución para enfermedades concretas. Este experimento reunirá a 3000 pacientes y proporcionará flores y aceites secos para personas que sufren epilepsia, dolor neuropático o para tratar los efectos secundarios de la quimioterapia.  La primera prueba debería comenzar en septiembre de 2020 y continuará durante dos años.

### Reforma
El 25 de mayo de 2017, el Ministro del Interior francés indicó su intención de implementar reformas, prometidas por el presidente Emmanuel Macron durante su campaña, para sustituir las citas en lugar de arrestar y juzgar por consumo y posesión de cannabis.  El 23 de noviembre de 2018, la pena por posesión de cánnabis (y otras drogas ilegales) se redujo a una multa de 200 €, luego de una votación de 28-14 por parte de la .

## Consumo

Tendencias del consumo de cannabis en Francia entre los 15-44 años, entre 1990 y 2008.

En 2012, 13.4 millones de franceses entre 15 y 64 años habían probado el cannabis, y 1.2 millones de personas en la Francia metropolitana se consideraban consumidores habituales. Francia ocupa el cuarto lugar en la Unión Europea en términos de consumo mensual (después de la República Checa, España e Italia) y el segundo después de Dinamarca en términos de personas que alguna vez han consumido cannabis.

## Opinión
Una encuesta realizada por CSA en noviembre de 2013 indicó que el 55 % de los franceses se opusieron a la descriminalización y al cannabis, mientras que el 44 % dijo que la prohibición del cannabis es una limitación de la libertad individual.